# Абсентье
Абсентье́ (фр. absintheur) — дословно «любитель абсента». Человек, знающий толк в приготовлении, употреблении абсента — спиртного напитка на основе экстракта полыни.
В 1860-х благодаря Анри Балесту слово «абсентье» стало синонимом слову «алкоголик». Балест также вводит термин «absintheuses» для обозначения женщин, употребляющих абсент.
Во французском «Медицинском словаре» (издание 1865 года под ред. Литтре и Робена) пристрастие к абсенту обозначалось как вид алкоголизма, однако с оговоркой, что разрушительное воздействие абсента на психические функции человека вызывается не только алкоголем, но и активными веществами полыни, в частности туйоном.
В России нередко заменяется англицизмами «абсентер» и «абсентист».

## Некоторые из знаменитых абсентье
- Поль Верлен
- Артюр Рэмбо
- Дэвид Тибет
- Х. Р. Гигер
- Мэрилин Мэнсон